# 董宏
董宏（1953年11月—），男，汉族，遼寧海城人。研究生學歷，中國人民大學黨史系中共黨史專業、中國人民大學研究生院經濟系經濟管理專業畢業，1983年參加工作。

## 生平

### 仕途
從中國人民大學畢業後，進入中共中央顧問委員會擔任秘書、研究室副主任，為時任中顧委常務副主任薄一波的秘書。1992年，調任廣東省佛山市市長助理。1993年，任當代中國研究所副局長、局長。1998年，任广东省人民政府發展研究中心副主任、主任。
2000年以後，跟隨王岐山至多地任職，曾擔任廣東省人民政府副秘書長、國務院經濟體制改革辦公室產業司司长、中共海南省委副秘书长、北京市人民政府副秘书长，被視為是王岐山的「大秘」、「大管家」。
2006年，升任中共中央文献研究室副主任。此後王岐山出任中央紀委書記，他也曾擔綱中央巡视组組長，到復旦大學、江蘇省、神華集團等機構執行巡視工作。
2017年7月，曾以中央巡視組組長、中央辦公廳調研室五組組長的身份與王岐山、中央紀委秘書長杨晓超等人參加紀檢工作。

### 落马
2020年10月2日，中央纪委国家监委宣布董宏涉嫌嚴重違紀違法，正在接受紀律審查和監察調查。该事件引发外界对王岐山地位的猜测。日本经济新闻则分析认为此举是习近平身边手下为争取在下届中共中央全会上上位而做出的举动。
2021年4月12日，中央纪委国家监委宣布，经查，董宏理想信念坍塌，“四个自信”丧失，严重违反政治纪律和政治规矩，对党不忠诚不老实，大搞迷信活动，违规干预和插手执纪执法活动；无视中央八项规定精神，违规出入私人会所，接受可能影响公正执行公务的宴请，收受礼品礼金；纵容、默许亲属及身边工作人员利用其职务影响谋利；腐化堕落，家风败坏；大肆收钱敛财，大搞权钱交易，利用职务便利在企业经营、项目开发、工程承揽等方面为他人谋取利益，并非法收受巨额财物。董宏严重违反党的多项纪律，构成严重职务违法并涉嫌受贿犯罪，且在党的十八大后不收敛、不收手，性质严重，影响恶劣，决定给予其开除党籍处分，取消其享受的待遇，收缴其违纪违法所得，将其涉嫌犯罪问题移送检察机关依法审查起诉，所涉财物一并移送。4月26日，董宏被正式逮捕。6月，董宏涉嫌受贿一案由国家监察委员会调查终结，经最高人民检察院指定，由山东省青岛市人民检察院审查起诉，青岛市人民检察院已向青岛市中级人民法院提起公诉。
2021年8月26日，青岛市中级人民法院一审公开开庭审理董宏受贿一案。青岛市人民检察院起诉指控：1999年至2020年，被告人董宏利用职务之便，为有关单位和个人谋取利益，直接或者通过他人非法收受相关人员给予的财物共计折合人民币4.63亿余元，提请以受贿罪追究其刑事责任。董宏当庭表示认罪悔罪。法庭没有当庭宣判。起诉书首次提到了董宏除中央巡视组组长以外的其他职务。起诉书显示，董宏敛财的起点是1999年担任广东国际信托投资公司破产清算组成员。该公司是广东省当时的窗口公司之一，一度是中国的最大的国有独资公司和第二大信托投资公司，于1999年1月宣布破产，成为中国第一家破产的金融机构。
2022年1月28日，‌山东省青岛市中级人民法院公开宣判中央巡视组原副组长董宏受贿一案，‌对被告人董宏以受贿罪判处死刑，‌缓期二年执行，‌剥夺政治权利终身，‌并处没收个人全部财产。董宏当庭表示服从法院判决，‌不上诉。青岛市中院表示，董宏受贿金额十分巨大，犯罪情节特别严重，社会影响特别恶劣，给国家和人民利益造成特别重大损失，论罪应当判处死刑。但鉴于其自动投案，如实供述全部罪行，具有自首情节，且其能够认罪悔罪、积极退赃，赃款赃物全部追缴到案，可不立即执行。